# Bourg-Achard
Bourg-Achard és un municipi francès situat al departament de l'Eure i a la regió de Normandia. L'any 2007 tenia 2.822 habitants.

## Demografia

### Població
El 2007 la població de fet de Bourg-Achard era de 2.822 persones. Hi havia 1.136 famílies, de les quals 365 eren unipersonals (101 homes vivint sols i 264 dones vivint soles), 337 parelles sense fills, 356 parelles amb fills i 78 famílies monoparentals amb fills.
La població ha evolucionat segons el següent gràfic:
Habitants censats

### Habitatges
El 2007 hi havia 1.286 habitatges, 1.166 eren l'habitatge principal de la família, 23 eren segones residències i 97 estaven desocupats. 993 eren cases i 241 eren apartaments. Dels 1.166 habitatges principals, 696 estaven ocupats pels seus propietaris, 443 estaven llogats i ocupats pels llogaters i 27 estaven cedits a títol gratuït; 69 tenien una cambra, 93 en tenien dues, 208 en tenien tres, 310 en tenien quatre i 487 en tenien cinc o més. 914 habitatges disposaven pel capbaix d'una plaça de pàrquing. A 570 habitatges hi havia un automòbil i a 417 n'hi havia dos o més.

### Piràmide de població
La piràmide de població per edats i sexe el 2009 era:
| Homes | Edats   | Dones |
| ----- | ------- | ----- |
| 0     | 95 o +  | 16    |
| 24    | 90 a 94 | 44    |
| 16    | 85 a 89 | 80    |
| 16    | 80 a 84 | 28    |
| 44    | 75 a 79 | 76    |
| 44    | 70 a 74 | 80    |
| 80    | 65 a 69 | 84    |
| 32    | 60 a 64 | 44    |
| 56    | 55 a 59 | 44    |
| 72    | 50 a 54 | 76    |
| 56    | 45 a 49 | 56    |
| 104   | 40 a 44 | 76    |
| 96    | 35 a 39 | 92    |
| 88    | 30 a 34 | 96    |
| 68    | 25 a 29 | 60    |
| 68    | 20 a 24 | 72    |
| 76    | 15 a 19 | 84    |
| 76    | 10 a 14 | 88    |
| 80    | 5 a 9   | 84    |
| 72    | 0 a 4   | 40    |

## Economia
El 2007 la població en edat de treballar era de 1.673 persones, 1.243 eren actives i 430 eren inactives. De les 1.243 persones actives 1.133 estaven ocupades (604 homes i 529 dones) i 109 estaven aturades (42 homes i 67 dones). De les 430 persones inactives 140 estaven jubilades, 156 estaven estudiant i 134 estaven classificades com a «altres inactius».

### Ingressos
El 2009 a Bourg-Achard hi havia 1.217 unitats fiscals que integraven 2.887 persones, la mediana anual d'ingressos fiscals per persona era de 19.187 €.

### Activitats econòmiques
Dels 209 establiments que hi havia el 2007, 2 eren d'empreses extractives, 4 d'empreses alimentàries, 4 d'empreses de fabricació d'altres productes industrials, 18 d'empreses de construcció, 54 d'empreses de comerç i reparació d'automòbils, 10 d'empreses de transport, 20 d'empreses d'hostatgeria i restauració, 1 d'una empresa d'informació i comunicació, 12 d'empreses financeres, 12 d'empreses immobiliàries, 26 d'empreses de serveis, 32 d'entitats de l'administració pública i 14 d'empreses classificades com a «altres activitats de serveis».
Dels 59 establiments de servei als particulars que hi havia el 2009, 1 era una oficina d'administració d'Hisenda pública, 1 oficina de correu, 4 oficines bancàries, 1 funerària, 7 tallers de reparació d'automòbils i de material agrícola, 4 tallers d'inspecció tècnica de vehicles, 1 autoescola, 2 paletes, 1 guixaire pintor, 2 fusteries, 5 lampisteries, 3 electricistes, 3 empreses de construcció, 4 perruqueries, 3 veterinaris, 9 restaurants, 4 agències immobiliàries, 1 tintoreria i 3 salons de bellesa.
Dels 26 establiments comercials que hi havia el 2009, 3 eren supermercats, 1 una botiga de més de 120 m², 2 fleques, 4 carnisseries, 1 una peixateria, 4 botigues de roba, 1 una sabateria, 1 una botiga d'electrodomèstics, 2 botigues de material esportiu, 4 drogueries i 3 floristeries.
L'any 2000 a Bourg-Achard hi havia 31 explotacions agrícoles que ocupaven un total de 819 hectàrees.

## Equipaments sanitaris i escolars
El 2009 hi havia 1 hospital de tractaments de mitja durada (seguiment i rehabilitació), 1 farmàcia i 1 ambulància.
El 2009 hi havia 1 escola maternal i 1 escola elemental. Bourg-Achard disposava d'un col·legi d'educació secundària amb 570 alumnes.

## Poblacions més properes
El següent diagrama mostra les poblacions més properes.